# Ву, Джейсон
Джейсон Ву (англ. Jason Wu, род. 27 сентября 1982 года) — канадский модельер тайваньского происхождения, проживающий в Нью-Йорке. Родившийся на Тайване и выросший в Ванкувере, он изучал дизайн одежды в Parsons School of Design и обучался у Нарсисо Родригеса, прежде чем запустить собственную линию одежды. Он наиболее известен тем, что несколько раз создавал платья Мишель Обамы, в том числе те, которые были надеты во время первой и второй инаугурации американского президента Барака Обамы.

## Юность
Джейсон Ву родился в Юньлине, Тайвань и эмигрировал в Ванкувер в возрасте девяти лет. Он посещал школу Иглбрук в Дирфилде, штат Массачусетс, и Лумис Чаффи в Виндзоре, штат Коннектикут, и учился за границей вместе с SYA France в течение учебного года за границей в выпускном классе средней школы. В детстве он любил шить одежду для кукол. В возрасте шестнадцати лет Ву продолжил карьерный путь, научившись создавать одежду для кукол игрушечной компании Integrity Toys под названиями «Куклы Джейсона Ву». В следующем году он был назначен креативным директором Integrity Toys. Во время учёбы в выпускном классе средней школы в Ренне, Франция до окончания школы Лумиса Чаффи в 2001 году он решил стать модельером. Затем он учился в Parsons School of Design, но не окончил учебное заведение.

## Карьера
Ву запустил свою линию одежды, заработав на многолетнем дизайне кукол. Его дебютная коллекция одежды была выпущена в 2006 году. В 2008 году он получил премию Fashion Group International в категории Восходящая звезда. Платья Джейсона Ву были отсняты под водой Говардом Шатцем для рекламной кампании Delta Faucet под брендом Brizo в 2006 году. В 2008 году он был номинирован на премию Фонда моды CFDA / Vogue. Брюс Вебер снял дизайнера для портфолио журнала W в июле 2008 года.
Первыми клиентами Ву были Ивана Трамп, Дженьюари Джонс и Эмбер Валлетта. Он также много работал с дрэг-квин Ру Пол, в конечном счете создав шесть кукол.
Ву сотрудничал с компанией Creative Nail Design для своей коллекции 2011 года, чтобы создать набор из четырёх цветов лака для ногтей, который должен был поступить в продажу с мая 2011 года.
В июне 2013 года Ву был назначен арт-директором немецкого модного дома Hugo Boss, курирующего весь ассортимент женской одежды.
В 2013 году Ву запустил свою дебютную линию, Мисс Ву, в тандеме с ритейлером Nordstrom. Мишель Обама носила одежду из коллекции Мисс Ву в 2012 году — до того, как она появилась на прилавках — во время предвыборной кампании по переизбранию. Перезапустив линию в 2016 году, Ву в партнёрстве с Pantone создал собственный серый оттенок.
В 2020 году Джейсон Ву запустил доступную линию косметики и средств по уходу за кожей под маркой Jason Wu Beauty.
Мишель Обама — известный клиент Джейсона Ву. Их познакомил Андре Леон Тэлли, главный редактор журнала Vogue. Обама купила четыре платья от Ву в начале года, надев одно из них для специального выпуска Барбары Уолтерс незадолго до выборов в ноябре 2008 года. На балах в ночь инаугурации президента Барака Обамы в первый срок она была одета в другое платье, сшитое на заказ.
Появившись на обложке журнала Vogue, Обама снова была одета в платье от Ву из пурпурного шелка. По прибытии в Лондон в апреле 2009 года во время первой официальной поездки первой леди и президента Барака Обамы в Европу Обама была одета в шелковое платье-футляр цвета шартреза от Ву. На следующий день она надела пальто от Ву во время своего визита к королеве Елизавете II. 2 апреля 2009 года Обама сочетала бирюзовое платье от Ву с кардиганом с синим рисунком, разработанным Джуньей Ватанабе во время её визита в Королевский оперный театр.
Миссис Обама снова надела платье от Ву, из рубиново-красного бархата и шифона, на инаугурационных балах президента 2013 года.

## Личная жизнь
Ву является открытым геем. Его свадьба с Густаво Рангеле состоялась в апреле 2016 года в Мексике.